# TO-220

Vooraanzicht van een TO-220-behuizing

Achteraanzicht van een TO-220-behuizing

TO-220 is een aanduiding voor een gestandaardiseerde halfgeleiderbehuizing die wordt gebruikt voor vermogenshalfgeleiders, waaronder transistors, gelijkrichters en geïntegreerde schakelingen . TO staat voor "Transistor Outline" en heeft betrekking op een reeks technische tekeningen geproduceerd door JEDEC. TO-220-behuizingen hebben vaak drie pinnen, maar er bestaan ook varianten met twee, vier, vijf of zeven pinnen. Een opmerkelijk kenmerk is een metalen lipje met een gat, dat wordt gebruikt om de behuizing op een koellichaam te monteren waardoor het onderdeel meer warmte kan afvoeren.

## Typische applicaties
De TO-220-behuizing is een "vermogens behuizing" die bedoeld is voor vermogenshalfgeleiders en een goed voorbeeld van een "through-hole" ontwerp in plaats van een SMD-behuizing. TO-220-behuizingen kunnen op een koellichaam worden gemonteerd om diverse watts aan restwarmte af te voeren . Op een zogenaamd "oneindig koellichaam" kan dit 50W of meer zijn. De bovenkant van de behuizing heeft een metalen lipje met een gat dat wordt gebruikt om het onderdeel op een koellichaam te monteren. Er wordt vaak Koelpasta aangebracht tussen de behuizing en het koellichaam om de warmteoverdracht tussen de behuizing en het koellichaam verder te verbeteren.
Het metalen lipje is vaak elektrisch verbonden met het interne circuit. Dit vormt normaal gesproken geen probleem bij het gebruik van geïsoleerde koellichamen, maar een elektrisch isolerend kussen of plaatje kan nodig zijn om het onderdeel elektrisch te isoleren van het koellichaam wanneer het koellichaam elektrisch geleidend, geaard of anderszins niet-geïsoleerd is. Er kunnen veel materialen worden gebruikt om de TO-220-behuizing elektrisch te isoleren. Sommige van deze materialen hebben het extra voordeel een hoge thermische geleidbaarheid te hebben.
Bij toepassingen die een koellichaam vereisen, kan het TO-220-component door oververhitting beschadigen of zelfs helemaal kapot gaan wanneer het koellichaam tijdens het gebruik losraakt. 
Een TO-220-behuizing met koellichaam dat 1W warmte afvoert zal een interne (junctie) temperatuur hebben die gemiddeld 2 tot 5 °C hoger is dan de temperatuur van de behuizing (vanwege de thermische weerstand tussen de junctie en het metalen lipje). Het metalen lipje van het TO-220-behuizing heeft doorgaans een temperatuur die 1 tot 60 °C hoger is dan de omgevingstemperatuur, afhankelijk van het type koellichaam dat wordt gebuikt. (als er al een koellichaam wordt gebruikt).
De junctie-naar-behuizing thermische weerstand van een TO-220-component (die doorgaans minder belangrijk is dan de case-to-ambient thermische weerstand), hangt af van de dikte en het gebied van de halfgeleiderchip in de behuizing, meestal ligt het bereik tussen 0,5 °C/W en 3 °C/W (volgens één leerboek) of 1,5 °C/W en 4 °C/W (volgens een ander).
Als er meer warmte moet worden afgevoerd, kan worden gekozen voor componenten met een ook veelgebruikte TO-247- (of TO-3P-) behuizing. TO-3P heeft een typische junction-to-ambient (koellichaam) thermische weerstand van slechts ongeveer 40 °C/W, en de TO-3PF-variant een iets lagere. Een verdere verhoging van het warmteafvoervermogen is mogelijk met powermodules.
Wanneer een TO-220-behuizing zonder koellichaam wordt gebruikt, fungeert de behuizing als zijn eigen koellichaam en is de thermische weerstand van het koellichaam tot de omgeving in lucht voor een TO-220-behuizing ongeveer 70 °C/W.

## Variaties

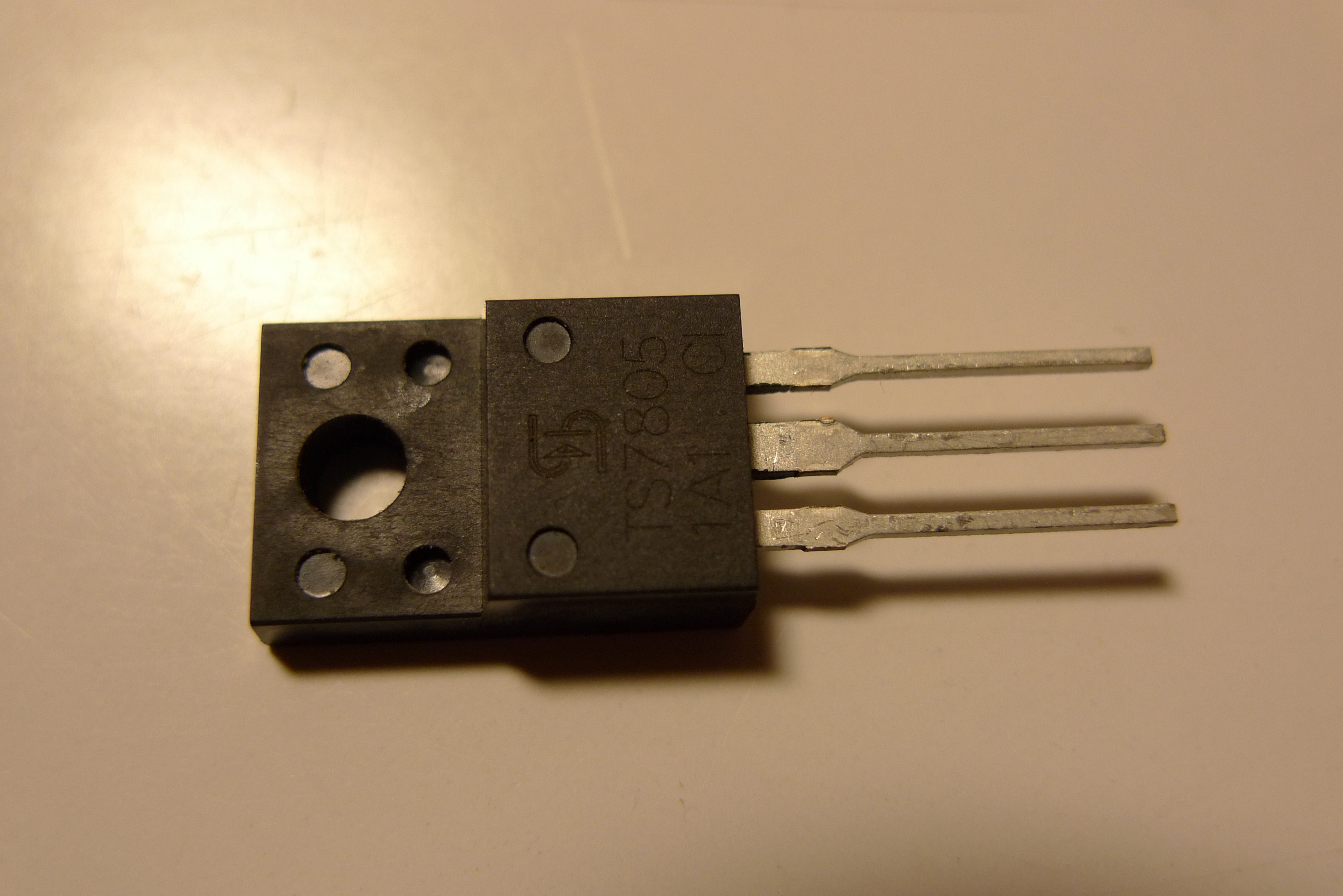
TS7805 spanningsregelaar in een TO-220-variant met galvanisch geïsoleerde tab.

De afmetingen van de TO-220-behuizing zijn gedefinieerd door de JEDEC- organisatie. Er zijn een aantal variaties in deze afmetingen, zoals:
- TO-220F, TO-220FP een JEDEC-omtrek met drie pinnen die het hele lichaam en het metalen montagelipje omhult dat normaal wordt blootgesteld, wat zorgt voor elektrische isolatie die onvermijdelijk de thermische weerstand van het pakket verhoogt ten opzichte van de niet-geïsoleerde versie met metalen lipjes.[5]
- TO-220AB een JEDEC-afmeting met drie pinnen
- TO-220AC een 2-pins JEDEC-afmeting[6]

Soms wordt de aanduiding gevolgd door het aantal pinnen, zoals in TO-220AB-5L voor vijf pinnen, enz.
Er zijn ook enkele leveranciersspecifieke variaties, zoals de SUPER-220 van International Rectifier, die het gat overbodig maakt ten gunste van clipmontage, en zo TO-247-achtige thermische prestaties claimt in een TO-220-behuizing.

## Gemeenschappelijke componenten die de TO-220-behuizing gebruiken
De TO-220-behuizing is te vinden op halfgeleiders die minder dan 100 ampère verwerken en werken op minder dan een paar honderd volt. Deze apparaten werken op gelijkstroom of relatief lage (audio)frequenties, aangezien het TO-220-pakket niet bedoeld is voor apparaten die op radiofrequenties werken. Naast bipolaire, bipolaire Darlington- en vermogens- MOSFET-transistors, wordt de TO-220-behuizing ook gebruikt voor vaste en variabele lineaire spanningsregelaars, en voor Schottky-diodeparen.

## Normen
| Normenorganisatie                 | Standaard         | Benaming voor | Benaming voor | Benaming voor |
| Normenorganisatie                 | Standaard         | TO-220-AA     | TO-220-AB     | TO-220-AC     |
| --------------------------------- | ----------------- | ------------- | ------------- | ------------- |
| IEC                               | IEC 60191         |               | A73A          | A74A          |
| DIN                               | DIN 41869         |               | 14A3          |               |
| EIAJ / JEITA                      | ED-7500A          | SC45          | SC46          | –             |
| Gosstandart                       | GOST 18472-88     | –             | KT-28-2       | KT-28-1       |
| Rosstandaard                      | GOST R 57439-2017 | –             | KT-28-2       | KT-28-1       |
| Combinatie Microelektronik Erfurt | TGL 26713/09      | –             | H2B1          | H2A1          |

## Gerelateerde behuizingen
- TO-257 is een hermetisch afgesloten metalen behuizing die verder als gelijkwaardig wordt beschouwd aan TO-220.
- TO-220F, ook bekend als de SOT186 en SC67, is een TO-220-achtige behuizing, waarbij het montage lipje van het koellichaam in het plastic is ingepakt.[15]

## Links
- TO-220 standaard - JEDEC
- TO-220 overzichtstekening - ON Semiconductor
- TO-220AB overzichtstekening - Vishay Intertechnology
- TO-220FP - Amkor-technologie